# هربرت لويد
هربرت لويد (بالإنجليزية: Herbert Lloyd)‏ هو عسكري أسترالي، ولد في 18 نوفمبر 1883 في بنديجو في أستراليا، وتوفي في 10 أغسطس 1957 في ملبورن في أستراليا.